# 春河あかり
春河 あかり（はるかわ あかり、11月1日生まれ）は、日本の女性声優、歌手。主にアダルトゲーム業界で活動している。

## 来歴
- CHK声優センターから事務所所属を経てフリー[3]。

- 加乃みるく、このえゆずこと声優ユニット「d@isy tune」を結成している。また山下航生が主宰するボーカルユニット「doubleeleven undercurrent」のボーカルakariとしても活動している[4]。

- 2018年よりYouTubeにて「あかり」名義で「あかちゅーぶ」チャンネルを開設[5]

## 出演
太字は主役・メインキャラクター。

### アダルトゲーム

#### 2006年
- 淫獣くまたんの幻影vol.01（春日 琴音）
- 淫獣くまたんの幻影vol.02（春日 琴音）

#### 2007年
- めいくるッ!（白比 真央）[6]

#### 2008年
- オトメスマイル（空）[6]
- 義理☆ギリしすたぁ〜ず（羽山 真希）[6]
- HimeのちHoney（朝霧 舞子）[6]
- めたもるふぉ〜ぜ 〜変容!変身!! 大変態っ!?〜（支倉 榛名）[6]
- ももいろ☆ぷらねっと -この惑星の住人はエロすぎて…俺の体はもうもたないッ!!-（フィオーレ・ボルジア）[7]

#### 2009年
- Hしたい娘を見つけた時の××裁判 〜俺の性欲、君の子宮に届け〜（小早川 菖蒲）[7]
- お待たせ!淫すたんと 〜あなたは誰を召しあがる?〜（ひな）[6]
- 精液をかけられる少女 〜犯り捨て御免!? 精液で記憶を消す男〜（東城 和泉）[7]
- 絶対絶倫コンテスト 世界にひとつだけのマラ♪（樋野口 柚木）[7]
- 正しい子作りを知らぬ未来人の輪舞（如月 静華）[7]
- Distance -ディスタンス-（南瀬 小梅）[6]
- 轟け性紀の大発明 愛と怒りと悲しみの秘密結社第二科学部（水原 潤流）[7]
- ようこそ♪ セールア学園中出しフェスティバル（後藤 美也）[7]
- ラッキー☆バード -エッチな幸運…これってホントにラッキーか!?-（鴇葉 真菜）[8]

#### 2010年
- アッチむいて恋（柊 かぐや）[6]
- あの娘の処女は俺のもの -錬金術であの娘の子宮に精液注入♪-（クリスティーナ・ヴィソンスキー）[7]
- 姉孕プリンセス（マリア・ビットナー）[7]
- 感染って発情アクメ菌! -精にまみれた女学園-（柏木 ちさめ）[7]
- おっぱい戦争 -巨乳VS貧乳-（ミルク・エリオット）[7]
- ゴスデリ（道屋 芦満、境尉 いつき）[6]
- 大好きなご主人様にHなご奉仕しちゃうメイド喫茶の淫らな雇われメイド達（榛名 もえ）[7]
- 大乱交!! ザーメンシスターズ -まわりまわって輪されて-（shs88 よつば）[7]
- 中出し鬼 -無人島で犯しあい-（鷹司 よつば）[7]
- 中出しスパイの挿入捜査 -子宮の平和は俺が守る!-（小水瀬 秋）[7]
- 孕まサンタの中出しメリークリスマス!!（ポチ）[6]
- 孕ませ修学旅行 〜そうだ、子作りに行こう〜（加藤 葉月）[7]
- プリンセス・ハンティング〜魔王様の収穫祭〜（エリナール・ティタルニア）[6]
- ママは女子校生（新堂 優奈）[7]

#### 2011年
- 狗哭（鳴沢 敏江）[6]
- 姉と妹をいいなりにする10の戒律 〜法も姉妹も犯しつくせ!〜（花咲 桜）[6]
- お姉ちゃんエロエロ注意報 〜愛液の大洪水〜（敷波 穂乃花）[6]
- 彼の為に出来ること（真城 優奈）[6]
- 小夜子（望月 美恵）[6]
- 純潔★女神さまっ!「種付けしてください、ダンナさまっ!」（ティアマット）[6]
- ぜったい絶頂☆性器の大発明!! ─処女を狙う学園道具多発エロ─（水原 さらら）[6]
- 中出し孕ませ新薬調査（折原 千憂）[6]
- 発情退散!中出しお孕い除霊性活（七城 和）[6]
- 孕ま世界 The movie 〜毎日が子作り曜日〜[6]
- 姫騎士オリヴィア 〜へ、変態、この変態男!少しは恥を知りなさい!〜[6]
- 変態勇者の中出し英雄記（リリー＝フロリアン）[6]
- プリンセスX 〜僕の許嫁はモンスターっ娘!?〜（御厨 右姫）[6]
- もろびと こぞりて[6]
- ヤンデレ彼女のHなせまり方（水瀬 皐月）[6]
- 恋愛0キロメートル（鬼瓦 今日子）[6]
- 淫欲操作 〜密室での性欲実験〜（八神 奏音）[9]
- 淫刻の虜姫 〜囚われた没落の姫姉妹、淫教の果てに〜（ロザリー＝ハーネスト）[6]
- 学園迷宮エロはぷにんぐ!〜イクぜ!性技のダンジョン攻略〜（炎撞 萌）[6]
- 世にも気持ちいい学園の快談〜オバケになってあの娘に仕返し!〜（二宮 流金）[6]

#### 2012年
- -atled-everlasting song（鹿妻 逢留）[6]
- プリンセスXFD〜許嫁は終わらない!?〜（御厨 右姫）[10]
- 獣ノ躾〜本能と理性の狭間で悶えるケモノ〜（ラヴィ・ホワイト）[11]
- ぜったい猟域☆セックス・ロワイアル!! 〜無人島犯し合いバトル〜（相原 愛莉）[12]
- 創刻のアテリアル[13]
- 冬馬小次郎の探偵FILE 〜オペラ座の怪人殺人事件〜（水瀬 巴）[14]

#### 2013年
- ひとつ飛ばし恋愛（羽田野 阿知華）[15]
- ChuSingura46+1 -忠臣蔵46+1-（矢頭 右衛門七）[16]
- 閉ざされた淫欲の学園（追川 雅日）
- ヤリまん娘〜俺の妹はビチビチビッチ〜（深山 舞）

#### 2014年
- 姉を助けるため残された姉妹を穢す背徳の日々（小倉 優）[17]
- ちっちゃらぶアパート（鳥飼 アリサ）[18]
- ChuSingura 46+1 -忠臣蔵 46+1- 武士の鼓動 (A samurai's beat)（矢頭 右衛門七）[19]

#### 2015年
- シロガネ×スピリッツ!（剣崎 アリス）[20]
- プラマイウォーズ（喜多 境子）[21]
- さみだれグローインアップ!（彩辻 日和）[22]
- 僕はキミだけを見つめる（瑠璃）[23]

#### 2016年
- ユニオリズム・カルテットA3-DAYS（ミユキ・レインディア）[24]
- スキとスキとでサンカク恋愛（小森江 紅葉）[25]
- 姫恋*シュクレーヌ!（柏木 春花）[26]

### 一般作品
- -atled-（鹿妻 逢瑠）[6]

2015年
- ChuSingura46+1 -忠臣蔵46+1- V（矢頭右衛門七[27]）
- ひとつ飛ばし恋愛V（羽田野阿知華[28]）

2016年
- シロガネ×スピリッツ!（剣崎 アリス）[29]
- プラマイウォーズV（喜多 境子）[30]

### デジタルノベル
- 魔王姫狩り エリナール姫 強引乱交肉祭り（エリナール・ティタルニア）[6]
- 魔王姫狩り エレオノール姫女淫精液大放出（エリナール・ティタルニア）[31]

### OVA
- 貴方だけ こんばんは（女の子A）[6]

## ゲームボーカル

### 2009年
- ようこそ♪セールア学園中出しフェスティバル 主題歌「Love Festival〜愛の校内放送〜」[6]
- 正しい子作りを知らぬ未来人の輪舞 主題歌「Love Climax〜愛の応用研究〜」[6]

### 2010年
- 孕まサンタの中出しメリークリスマス!! 主題歌「Ring My Golden Bell〜聖夜に響け 黄金の鐘の音〜」[6]
- 孕ませ修学旅行 〜そうだ、子作りに行こう〜 主題歌「Yellow Sensation〜秋深し 黄色く染まる 修学旅行生（トラベラー）〜」[6]
- 中出しスパイの挿入捜査-子宮の平和は俺が守る!- 主題歌「Yellow shoot the bullet,silver bullet〜裏切りの鈍色銃弾〜」[6]
- おっぱい戦争-巨乳VS貧乳- 主題歌「Dawn to Azure〜決戦の夜明け、群青の空〜」[6]
- あの娘の処女は俺のもの―錬金術であの娘の子宮に精液注入♪― 主題歌「Virgin Scarlet〜真紅の恋愛魔術師〜」[6]
- 大好きなご主人様にＨなご奉仕しちゃうメイド喫茶の淫らな雇われメイド達 主題歌「White Purity〜純白純真恋模様〜」[6]
- 大乱交!!ザーメンシスターズ-まわりまわって輪されて- 主題歌「Love Messenger〜愛の時空移動〜」[6]
- ママは女子校生 主題歌「Love Infinity〜愛の育児生活〜」[6]
- 中出し鬼-無人島で犯しあい- 主題歌「Love Survival〜愛の軍事演習〜」[6]
- 姉孕プリンセス 主題歌「Love Wars〜愛の宣戦布告〜」[6]

### 2011年
- 世にも気持ちいい学園の快談〜オバケになってあの娘に仕返し！〜 主題歌「告白！セブンワンダーズ〜胸キュン☆恋の七不思議〜」[6]
- 学園迷宮エロはぷにんぐ！ 〜イクぜ！性技のダンジョン攻略〜 主題歌「性春！暴走パラダイス～モテたいマイライフ 夢見てGo☆Go!!～」[6]
- 発情退散！中出しお孕い除霊性活 主題歌「全力！除霊Life 〜ズキッ☆ドキッ☆もしかしてLOVE?!〜」[6]
- 制服天使 主題歌「AloneAngel」[6]
- おっぱい学園マーチングバンド部!〜発情ハメ撮り活動日誌〜 主題歌「Focus Love」[6]
- 触手しゅしゅっしゅ!シュッシュ! 主題歌「触手しゅしゅっしゅ!」[6]
- 中出し孕ませ新薬調査 主題歌「エマージェンシー119」[6]
- お姉ちゃんエロエロ注意報 〜愛液の大洪水〜 主題歌「two of us〜姉さん、それは事件です〜」[6]
- 姉と妹をいいなりにする10の戒律 主題歌「十戒!〜草食系男子、反逆の狼煙〜」[6]
- 子作り妖怪H変化 〜乙女を犯す憑依合体〜 主題歌「百・鬼・夜・行〜道を違えた妖の恋物語〜」[6]
- ヤンデレ彼女のHなせまり方 主題歌「ズット一緒二〜病的恋愛中毒症候群〜」[6]
- ぜったい絶頂☆性器の大発明!! ─処女を狙う学園道具多発エロ─ ED「boys,be "stand up"!!」[6]
- 変態勇者の中出し英雄記 主題歌「セブンス・ヘブン〜英雄好色冒険譚〜」[6]

### 2012年
- ぜったい最胸☆おっぱい戦争!! 〜巨乳王国 vs 貧乳王国〜 主題歌「トライアングル☆スクランブル！〜どっちが好き？Big or Small？〜」[6]
- 魔物っ娘ふぁんたじ〜 主題歌「開放！南国エクスカリバー〜勇者よ、その剣を握れ〜」[6]
- 脱がして犯して淫力吸しゅ〜！ 主題歌「炸裂！ヨコシマ☆レボリューション 〜着せて脱がせてAddicted to you〜」[6]
- 冬馬小次郎の探偵FILE 〜聖黒樺学園殺人事件〜 主題歌「forbidden fruits」[6]
- 冬馬小次郎の探偵FILE 〜オペラ座の怪人殺人事件〜 主題歌「touch the Phantom」[6]
- ぜったい猟域☆セックス・ロワイアル!!〜無人島犯し合いバトル〜 エンディング「Get the Victory!!」[6]
- セーエキ！ぶっかけ牧場！〜お汁いっぱい、精霊達をＨに飼イク！〜 主題歌「密着！誘惑クライシス24時〜魅惑のAA☆マジ天使〜」[6]
- 華麗に悩殺♪くのいちがイク！〜桃色ハレンチ忍法帳〜 主題歌「華麗に悩殺♪くのいちがイク！〜桃色ハレンチ忍法帳〜」[6]

### 2014年
- ももいろ性癖開放宣言！ EDテーマ「Pink graduation」[32]

### 2015年
- ぜったい征服☆学園結社 パニャニャンダー！！ エンディングソング「The world is mine」[33]

## CD
山下航生とのユニットdoubleeleven undercurrent,doubleeleven UpperCutで音楽CDをコンスタントにリリースしている。
- bitter,sweet and bitter
- red rabbit, black cat
- LOVE×PRIME
- deuc remix works Vol.1
- Do you like Upper Cut??
- Do you like Upper Cut?? 2!!
- NUMBERS!! -Do you like Upper Cut?? 3!!-
- デイリーライフ
- one heart

以上doubleeleven ,doubleeleven UpperCutでの活動
- 「いぐぅ2 〜マジ最低! こんなの聞いてアヘ顔ダブルピースなんて、本当にどうしようもない最低の屑ね!〜」※同人

## ラジオ
- のらじ
- deucRadio